# Rijksbeschermd gezicht Amersfoort - Bergkwartier
Rijksbeschermd Stadsgezicht Bergkwartier - Amersfoort is een van rijkswege beschermd stadsgezicht in Amersfoort in de Nederlandse provincie Utrecht. De procedure voor aanwijzing werd gestart op 2 april 2004. Het gebied werd op 30 juni 2007 definitief aangewezen. Het beschermd gezicht beslaat een oppervlakte van 214,4 hectare.
Panden die binnen een beschermd gezicht vallen krijgen niet automatisch de status van beschermd monument. Wel zal de gemeente het bestemmingsplan aanpassen om nieuwe ontwikkelingen in het gebied te reguleren. De gezichtsbescherming richt zich op de stedenbouwkundige en cultuurhistorische waardering van een gebied en wil het toekomstig functioneren daarvan veiligstellen.
In het Bergkwartier zijn huizen onder andere ontworpen door architecten als Rietveld, Van der Tak, Margadant, Kam, Kroes, Van Hoogevest, Klijnstra , Wijdeveld en Van Wamelen.
In de wijk liggen drie majeure groengebieden: het Lymfioveld, Klein Zwitserland en het Belgenmonument.